# Disposizione dei carichi araldici
In araldica la posizione delle figure sullo scudo rispetta delle convenzioni ben precise in funzione del numero delle figure stesse. Per ogni quantità di figure esiste una disposizione araldica ordinaria, che in quanto tale può non essere blasonata, mentre le altre disposizioni devono essere correttamente descritte.
Le disposizioni particolari sono blasonate col nome delle pezze onorevoli di uguale disegno (in palo, in fascia, in banda, in sbarra, in croce, in scaglione, in pergola, in decusse), o indicando dall'alto in basso quanti elementi sono riuniti su ciascuna linea («ordinati tre, due uno»).

## Una figura
La figura che compare isolata nello scudo è posta, abitualmente, nel centro dello scudo e tale posizione non va blasonata. Deve invece essere precisata una posizione diversa che, peraltro, coincide sempre con uno dei punti dello scudo.

D'oro, alla testa di moro attortigliata d'argento

## Due figure
Due elementi sono normalmente disposti fianco a fianco (in fascia) se sono più larghi che alti, sovrapposti (in palo) nel caso contrario. Due figure lunghe possono essere poste in decusse. Quando due elementi accompagnano una pezza lunga sono, abitualmente, disposti ai due lati della stessa.

Due arpioni d'argento, astati d'oro, posti in decusse (Korsnäs, Finlandia)
Banda di rosso, accostata da due rose (Krauchthal, Svizzera)

## Tre figure
Tre elementi sono normalmente «posti due, uno», a meno che non siano molto larghi o molto alti. Le figure disposte «uno, due» sono dette male ordinate. Sono possibili anche le disposizioni in fila lungo una stessa retta, che deve allora corrispondere ad una delle pezze onorevoli individuate dalle direzioni araldiche.

Tre stalle d'argento, finestrate di rosso (posizione araldica ordinaria) nello stemma di Tyrnävä, Finlandia
Tre cinquefoglie di rosso, male ordinate (Kesälahti, Finlandia)
Tre ermellini d'argento, con la punta della coda nera, correnti e ordinati in palo (Ostrobotnia Meridionale, Finlandia)
Tre penne d'oca d'oro, poste in palo e ordinate in fascia (Mynämäki, Finlandia)

Tre elementi che caricano un capo sono di norma ordinati in fascia.

Capo d'azzurro, caricato di tre stelle d'oro (Pino Torinese)
Capo di rosso caricato di tre api d'oro (Melazzo)

Tre elementi che accompagnano uno scaglione sono disposti 2 in capo e 1 in punta.

D'argento, allo scaglione di rosso, accompagnato da tre losanghe dello stesso (stemma della famiglia Bauquet di Surville, Francia)

Tre figure lunghe possono essere disposte in pergola.

Tre corni da caccia disposti in pergola (Zakliczyn, Polonia)

## Quattro figure
Quattro elementi sono normalmente disposti «due, due», cioè in quadrato, ma possono assumere la posizione «uno, due, uno» che ha la forma di un rombo. Più rara la disposizione in fila. Talora delle figure lunghe possono essere poste, affrontate, a formare una croce. Quattro figure possono comparire accantonate ad una croce, sia normale che in decusse: in questo caso sono disposte nei cantoni della croce.

Leccio accantonato da quattro foglie di ninfea d'azzurro (Zamudio, Spagna)
Quattro biglietti d'argento, infiammati d'oro, posti 1, 2 e 1 (Suomussalmi, Finlandia)
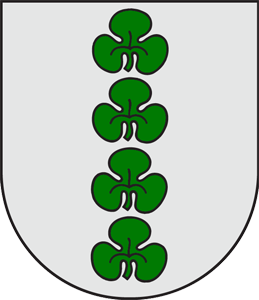
Quattro trifogli di verde, ordinati in palo (Kārsava, Lettonia)
Quattro code recise di salmone ordinate in croce (Simo, Finlandia)
Croce di Sant'Andrea d'argento, accantonata da quattro merlotti (Forceville-en-Vimeu, Francia)

Anche quattro elementi possono caricare un capo e, in tal caso, essere ordinati in fascia.

Capo caricato di quattro gigli d'oro, ordinati in fascia (Crach, Francia)

## Cinque figure
Cinque elementi si dispongono normalmente «uno, tre, uno», a formare una croce, o «due, uno, due» a formare una croce di Sant'Andrea (o decusse). Si trova anche la disposizione (2, 2, 1).

Cinque foglie d'oro, ordinate in croce (1, 3, 1) (Masku, Finlandia)
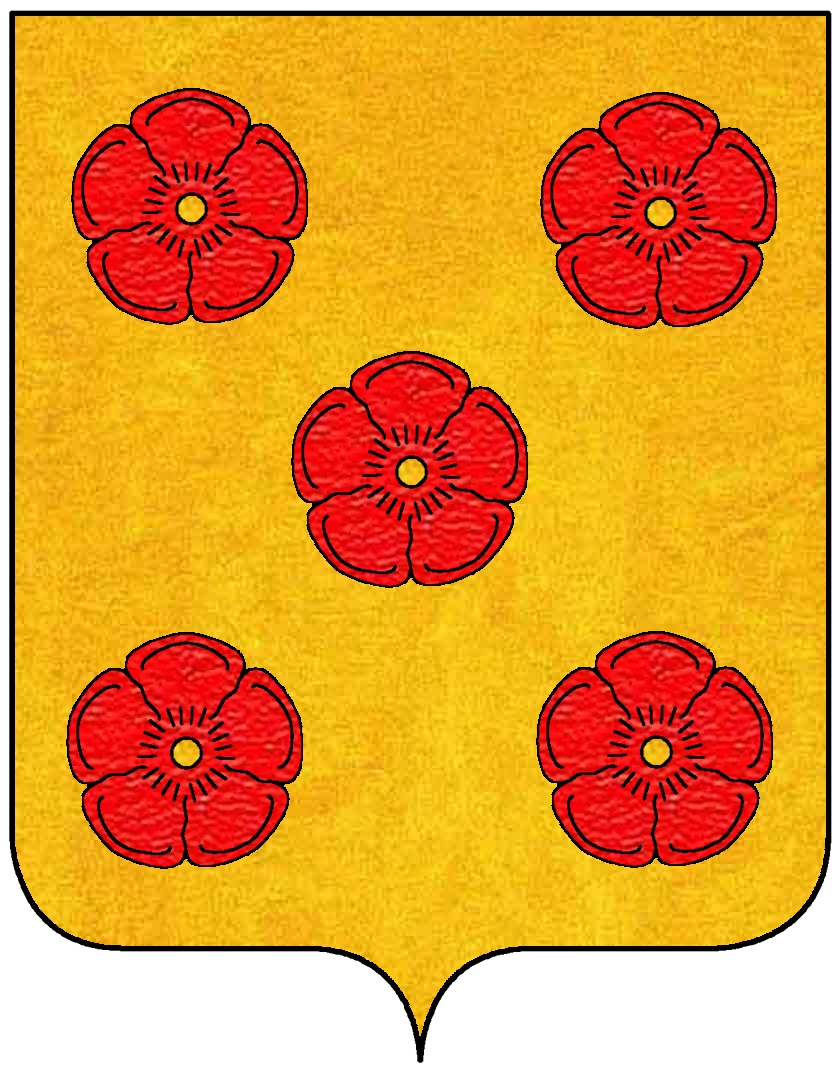
Cinque cinquefoglie ordinate in decusse (2, 1, 2) (famiglia Armenini di Faenza)
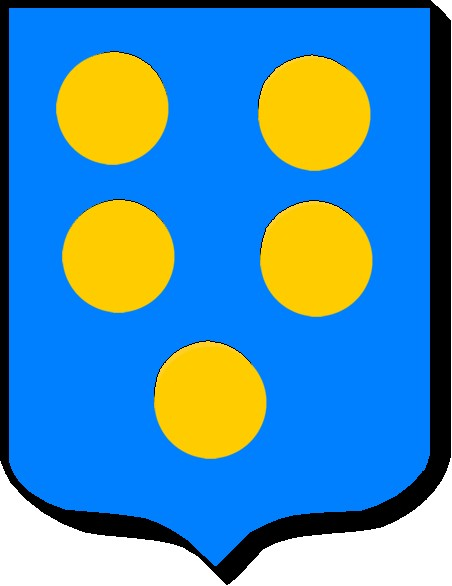
Cinque bisanti (2, 2, 1)

## Sei figure
La disposizione ordinaria è «tre, due, uno», ma sono possibili anche le disposizioni in fascia «tre, tre» o in palo «due, due, due». Molto rara la disposizione in fila che compare, quasi esclusivamente, nel caso di sei elementi che caricano un capo o che sono ordinati in fascia nel capo.

Di nero, a sei losanghe d'argento (famiglia Esnes, Francia)
D'oro, a sei ferri da cavallo d'azzurro (famiglia de la Ferrière, Francia)
Sei foglie di ninfea rovesciate d'argento, poste in fascia 3 e 3 (Vihanti, Finlandia)
Sei ermellini d'argento, con la punta della coda nera, ordinati 2, 2 e 2 (Ostrobotnia Settentrionale, Finlandia)
Sei stelle d'oro, ordinate in fascia nel capo (Chabestan, Francia)

## Sette figure
Sette elementi si dispongono normalmente «tre, tre, uno», ma può comparire anche la disposizione (1, 2, 1, 2, 1) particolarmente quando si vuol simulare una disposizione in orlo con un elemento centrale. Utilizzata anche la disposizione (2, 3, 2). La disposizione (4, 3) si trova solo con carichi stretti e alti.

Sette fontane d'argento (3, 3, 1) (Septfonds, Francia)
Sette losanghe d'oro (3, 3, 1) (Belloy-en-France, Francia)
Sette rose (1, 2, 1, 2, 1) (Oberbrechen, Germania)
Sette teste di carnagione (2, 3, 2) (Nurmijärvi, Finlandia)
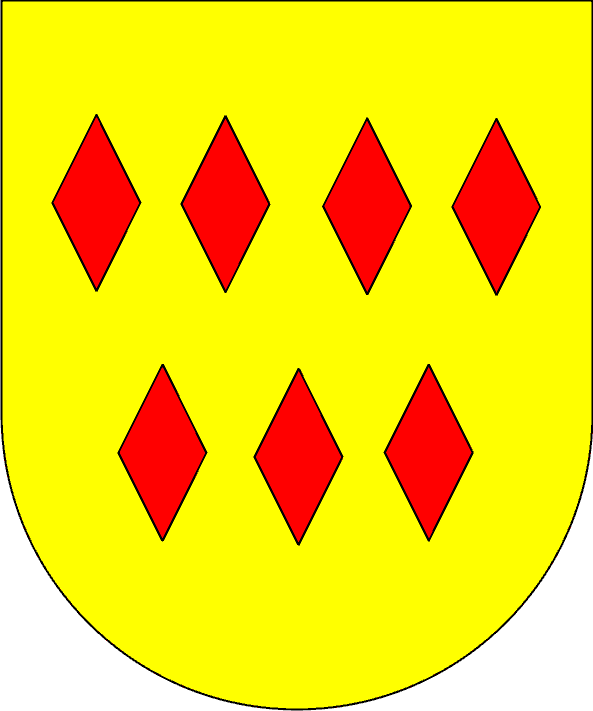
D'oro, a tre fusi di rosso (4, 3) (Contea di Virneburg)

## Otto figure
La disposizione più frequente per otto elementi è la (2, 2, 2, 2). Si trovano anche otto elementi disposti in cerchio.

Otto lingue di fuoco (2, 2, 2, 2) (Berriozar, Spagna)
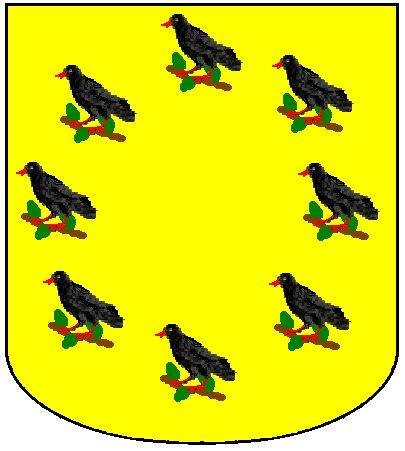
D'oro, a otto merli posti in cerchio

## Nove figure
Nove elementi si dispongono normalmente «tre, tre, tre», ma compare spesso anche la disposizione «tre, tre, due, uno» che deriva probabilmente dalla necessità di inserire nove elementi in uno scudo a punta del tipo francese antico.

Nove alerioni dell'uno nell'altro, posti in banda e ordinati 3, 3, 3 (Neufmaisons, Francia)
Scudo francese antico d'azzurro, a nove conchiglie d'oro (3, 3, 2, 1) (famiglia Frédy de Coubertin)
Nove stelle d'oro (3, 3, 2, 1) (Marchesato di Incisa)

## Dieci figure
Dieci elementi si dispongono normalmente «tre, tre, tre, uno», ma si trovano anche «4, 3, 2 e 1», o «4, 2 e 4», «3, 2, 3, 2» ed anche in cinta o in croce.

Dieci losanghe accollate di rosso (3, 3, 3, 1) (Folleville, Francia)
Dieci biglietti coricati ordinati 3, 2, 3, 2 (Saint-Martin-la-Garenne, Francia)

## Undici figure
Undici elementi si dispongono normalmente «quattro, tre, quattro» o «quattro, quattro, tre». Si incontra anche la disposizione «tre, tre, tre, due».

Undici plinti d'oro (3, 3, 3, 2)

## Dodici figure
Dodici elementi si dispongono normalmente «quattro, quattro, quattro». Si incontra anche la disposizione «cinque, quattro, tre».

Dodici moscature d'armellino (5, 4, 3) (Auriac-sur-Vendinelle, Francia)

## Tredici figure
Tredici figure si dispongono nello scudo «4, 4, 4 e 1», oppure «3, 3, 3, 3 e 1».

## Quattordici figure
Quattordici elementi si dispongono nell'arme «4, 4, 3, 2 e 1», oppure «4, 4, 3 e 3».